# Європейська математична олімпіада серед дівчат
Європе́йська математи́чна олімпіа́да се́ред дівча́т (англ. European Girls' Mathematical Olympiad; EGMO) — математичне змагання серед школярок, подібне до Міжнародної математичної олімпіади. Вперше проведене у квітні 2012 року у Кембриджському університеті, Велика Британія.

## Участь команди України
Результати української команди на Європейській математичній олімпіаді серед дівчат.
У дужках через кому вказано абсолютне місце (серед усіх учасниць) та кількість набраних балів (з 42).
| Місце проведення | Рік  | Медалі                                                                     | Медалі                                                                                          | Медалі                                                                    | Участь                      | Командне місце                                           |
| Місце проведення | Рік  | Золото                                                                     | Срібло                                                                                          | Бронза                                                                    | Участь                      | Командне місце                                           |
| Київ             | 2019 | Карина Нечипорук (5, 35) Влада Петрусенко (9, 33) Сашко Горох (14, 31)     |                                                                                                 | Олеся Білик (99, 16)                                                      |                             | 1 (серед команд офіційного заліку) 2 (серед усіх команд) |
| Флоренція        | 2018 | Аліна Гарбузова (1, 42)                                                    | Сашко Горох (22, 29) Карина Нечипорук (46, 23)                                                  |                                                                           | Анастасія Руденко (139, 10) | 5 (серед команд офіційного заліку) 6 (серед усіх команд) |
| Цюрих            | 2017 | Ольга Шевченко (1, 42) Аліна Гарбузова (5, 37)                             | Аліна Ян (24, 24) Юлія Здановська (27, 23)                                                      |                                                                           |                             | 1 (серед команд офіційного заліку) 2 (серед усіх команд) |
| Буштень          | 2016 | Ольга Сіліна (7, 34)                                                       | Олександра Тумак (19, 24)                                                                       | Ольга Шевченко (55, 14)                                                   | Юлія Здановська (92, 7)     | 5 (серед команд офіційного заліку) 6 (серед усіх команд) |
| Мінськ           | 2015 | Софія Дубова (2, 41) Наталія Хотяїнцева (3, 40) Анастасія Альохіна (4, 35) | Ольга Сіліна (17, 23)                                                                           |                                                                           |                             | 1 (серед команд офіційного заліку) 1 (серед усіх команд) |
| Анталія          | 2014 | Софія Дубова (1, 40) Анастасія Альохіна (5, 26) Наталія Хотяїнцева (8, 25) |                                                                                                 | Анастасія Кучеренко (36, 11)                                              |                             | 1 (серед команд офіційного заліку) 1 (серед усіх команд) |
| Люксембург       | 2013 |                                                                            | Анастасія Альохіна (14, 24)                                                                     | Дарина Кравець (27, 20) Ольга Ткаченко (27, 20) Олена Харитонова (27, 20) |                             | 7 (серед команд офіційного заліку) 8 (серед усіх команд) |
| Кембридж         | 2012 |                                                                            | Ярослава Сердюк (8, 33) Юлія Кравченко (12, 30) Марія Павлюк (15, 28) Олена Харитонова (20, 26) |                                                                           |                             | 3 (серед команд офіційного заліку) 3 (серед усіх команд) |

2019 року олімпіада відбулася у Києві.